# Peter van Liesebetten

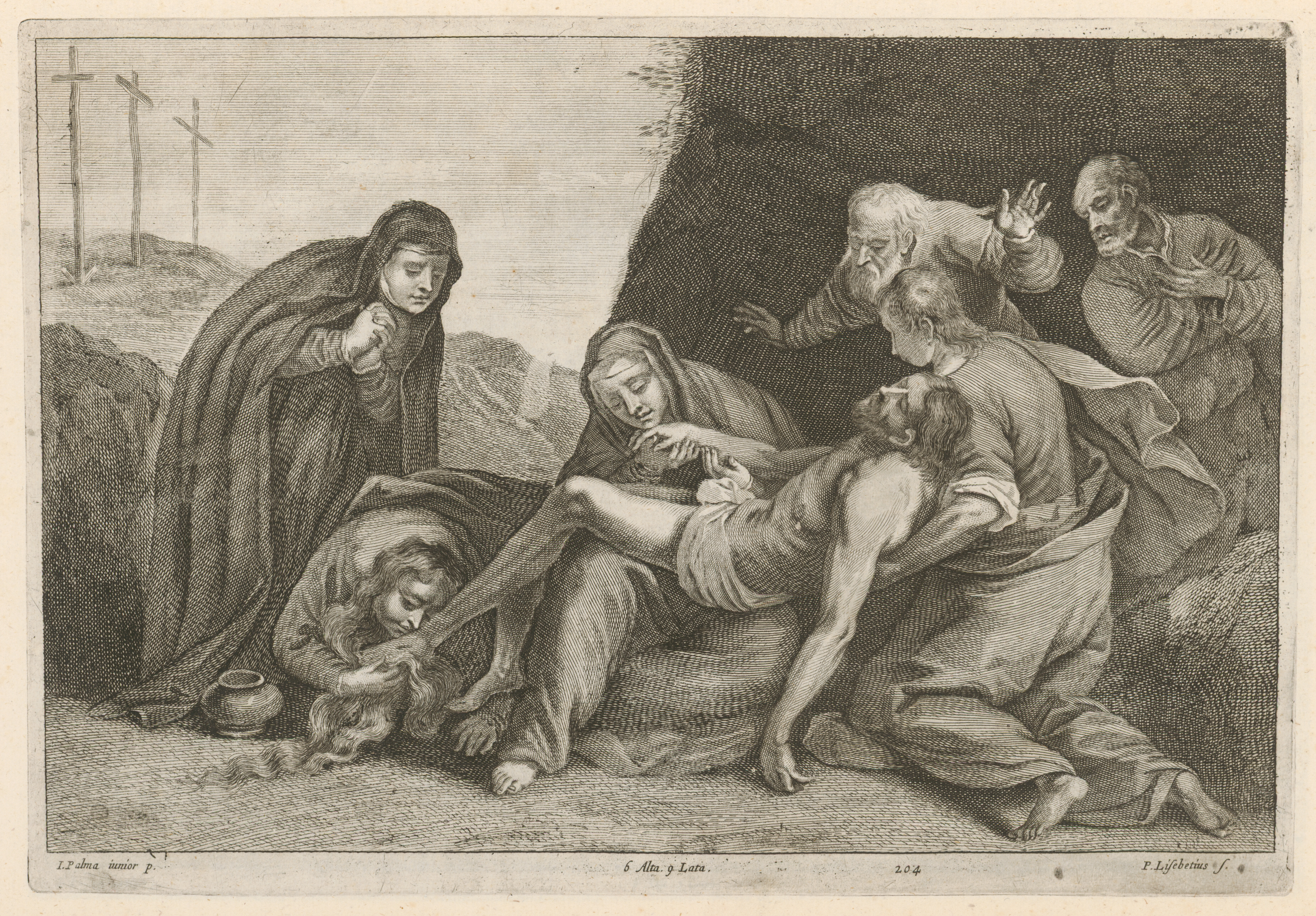
Lamentación sobre el cuerpo de Cristo muerto, grabado de Liesebetten por pintura de Palma el Joven para el Theatrum Pictorium de David Teniers

Peter van Liesebetten, latinizado P. Lisebetius según solía firmar, (Amberes, 1630-1678) fue un dibujante y grabador en cobre flamenco.

## Biografía y obra
Hijo de Jacobus van Lijsebetten y Maria Spreeuw, fue bautizado en la catedral de Amberes el 5 de octubre de 1630. En el año registral 1653-54 fue admitido como maestro en el gremio de San Lucas. Falleció el 10 de noviembre de 1678. Casado en 1654 con Maria du Pon, era viudo ya en el momento de fallecer y dejaba tres hijos menores.
Trabajó a las órdenes de David Teniers el Joven en los grabados de reproducción de la colección de pintura italiana formada en Bruselas por el archiduque Leopoldo Guillermo, reunidos en un volumen publicado en 1660 y varias veces reimpreso con el título Theatrum Pictorium. Del total de doscientos cuarenta y tres grabados que integran el volumen completo, cuarenta corresponden a Liesebetten, principalmente de maestros venecianos, entre ellos varios cuadros de Tiziano, como la Muerte de Acteón de la National Gallery, Dánae, La cena de Emaús y La Virgen con el Niño y santa Dorotea en un paisaje; el Sacrificio de Isaac de Veronés, la Lamentación sobre el cuerpo de Cristo muerto de Tintoretto, La Virgen con el Niño y san Juanito de Polidoro da Lanciano, Venus y Cupido y Adán y Eva de Paris Bordone, o la Lamentación sobre el cuerpo de Cristo muerto y Caín y Abel de Palma el Joven.
En el mismo género del grabado de reproducción firmó copias de obras de Rubens, Peter van Mol o Abraham Teniers, así como el retrato del marqués de Hamilton, conde de Cambridge para los Icones Principum Virorum de Anton van Dyck.